# 御利益 (曲)
御利益 （ごりやく）は米米CLUBの29枚目のシングル。
2007年6月20日発売。発売元はSony Music Records。

## 概要
9ヶ月振りの新曲で、解散撤廃後に発表された最初のシングル。
表題曲は映画「憑神」主題歌として書き下ろされた。なお、映画主題歌担当は1994年発売の「手紙」以来13年振りとなった。
通常盤と初回生産限定盤の2形態で発売。初回生産限定盤は、米米CLUBロゴ入り スペシャル・コースター“御利皿”[6種のおみくじ仕様]を封入。表題曲・カップリング曲ともにアルバム未収録。

## 収録曲
全作詞・作編曲：米米CLUB
1. 御利益 (4:33)
東映配給映画「憑神」主題歌
2. 憑ノ者 (3:03)
3. 御利益 (Instrumental) (4:32)
4. 憑ノ者 (Instrumental) (2:19)